# Volta a Adiguèsia
La Volta a Adiguèsia era una cursa ciclista femenina per etapes que es disputava a Adiguèsia a Rússia. Formà part del calendari de l'UCI.

## Palmarès
| Any  | Vencedora              | Segona               | Tercera              |
| ---- | ---------------------- | -------------------- | -------------------- |
| 2012 | Aleksandra Burtxenkova | Marina Likhanova     | Irina Molicheva      |
| 2013 | Natàlia Boiàrskaia     | Ievhènia Vissotska   | Anna Zavershinsakaya |
| 2014 | Natàlia Boiàrskaia     | Anna Zavershinsakaya | Tatiana Shamanova    |
| 2015 | Svetlana Kuznetsova    | Anastassia Iakovenko | Natàlia Boiàrskaia   |